# Bruno Coqueran
Bruno Coqueran (Créteil, 19 giugno 1970) è un ex cestista francese.

## Carriera
Con la Francia ha disputato i Campionati europei del 1993.